# Streaking

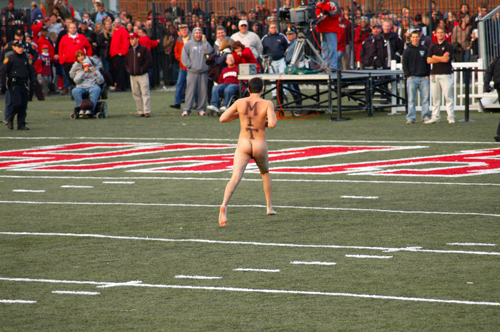
Streaking podczas meczu futbolu akademickiego

Streaking (ang. streak – iść szybko, spieszyć się, biec) – zdarzenie polegające na wbiegnięciu nago na imprezę masową, najczęściej sportową, by zwrócić na siebie uwagę widzów, i jak najdłuższym uciekaniu przed ochroną i policją. Niekiedy streakerzy wypisują na swoim ciele różne hasła. Streaking jest nielegalny i osoby uprawiające ten rodzaj aktywności są pociągane do odpowiedzialności karnej.